# Lo que Natalia no sabe
Lo que Natalia no sabe es el decimoctavo libro de la autora uruguaya Cecilia Curbelo. Fue publicado por Montena en 2020.
El libro narra la historia de Natalia, una adolescente que transita su educación secundaria en un liceo uruguayo. Ha estado primero en la lista de superventas entre los 5 libros más vendidos en Uruguay según la Cámara Uruguaya del Libro.
Se encuentra disponible en formato de libro electrónico.